# Unternehmen Fähnlein Fieselschweif
Unternehmen Fähnlein Fieselschweif (U.F.F.) war eine 18-teilige Comicreihe der Walt Disney Company und Nebenreihe des Donald Duck Taschenbuchs. Die Hefte erschienen von Anfang 1997 bis Mitte 1998 monatlich und handelten von den Pfadfindern des Fähnleins Fieselschweif.

## Inhalt und Entwicklung
Schon in früheren Disneycomics gab es Geschichten rund um das Fähnlein, allerdings traten dort regelmäßig nur Tick, Trick und Track (die Neffen von Donald Duck) auf. Alle anderen Pfadfinder und auch die Fähnleinführer waren nur Nebenfiguren und hatten größtenteils noch nicht einmal Namen.
In den U.F.F.-Heften wurden daher einige feste Pfadfinderfiguren eingeführt. In jedem Heft gab es drei bis vier Comics, eine Rätsel-, eine Fanpost- und eine Witzeseite sowie eine Seite Tips für Scouts, auf der man Tipps zum Zurechtfinden in der freien Natur erhielt.
Durch die Hefte führte ein Geheimcode, der die Buchstaben und Ziffern ersetzte. Er wurde auf den Rätsel-, Fanpost- und Witzeseiten teilweise benutzt, allerdings nicht in den Comics.
Zu Beginn der Reihe gab es die zehnteilige Serie Gefahr aus der Unendlichkeit, in der die Fieselschweiflinge gegen die außerirdischen Tz’oooks kämpfen. Die Geschichte führte als Masterstory wie ein roter Faden durch die ersten zehn Hefte. In den letzten acht Heften gab es keine Fortsetzungsgeschichte mehr.